# Escola de samba mirim
Escola de samba mirim é um tipo de agremiação recreativa e cultural, semelhante a uma escola de samba tradicional, mas voltada para crianças. Geralmente são ligadas a uma escola-mãe e costumam ter cunho social, a fim de ocupar as crianças com atividades sócios-culturais.

## Rio de Janeiro
Na cidade do Rio de Janeiro, onde foi criada a primeira escola de samba mirim, a Império do Futuro, em 1983. se apresentam no sambódromo, onde abriam o carnaval desde 1999, apresentando-se na sexta-feira de Carnaval, contado com um grande público. durante os anos 2000, muito se tinha em falado em colocar o desfile mirim, na terça de carnaval. o que na verdade era sempre boato, nunca se resolvia entre as partes. mas com o surgimento de um grupo resultado da fusão dos grupos A e B, denominado de "Série A" Em 2013. fez com que os desfiles mirins voltassem desfilar na terça-feira de carnaval.

### Ligas de Carnaval
As escolas de samba mirins cariocas contam atualmente com duas ligas: LIESM (Liga Independente das Escolas de Samba Mirim) e a AESM-Rio (Associação das Escolas de Samba Mirim), no entanto todas desfilam no mesmo dia. Em nenhuma das duas ligas há competição, sendo que apenas os melhores em cada segmento são premiados.

#### Liga Independente das Escolas de Samba Mirim do Rio de Janeiro
Foi a primeira liga de carnaval das escolas mirins, foi criado no dia 20 de maio de 1988 tendo como escolas fundadoras: Império do Futuro e Ainda Existem Crianças da Vila Kenedy, até 2003 era a responsável por esse desfile.

#### Associação das Escolas de Samba Mirins do Rio de Janeiro
A Associação das Escolas de Samba Mirins do Rio de Janeiro é uma entidade representativa das escolas de samba mirins da cidade do Rio de Janeiro. Embora os desfiles mirins sejam bem mais antigos, a AESM-Rio foi fundada em 26 de junho de 2002. Atualmente, são filiadas à AESM-Rio 17 escolas de samba, sendo duas fundadoras da LIESM. sendo que o desfile mirim não e competitivo, sendo que a Aesm-Rio organiza o Troféu Olhômetro.

##### Intérprete do Futuro
Foi um evento realizado pelo RJTV em 2013, onde cada uma das escolas de samba mirins, concorrem com seus intérpretes. no objetivo de revelar um futuro intérprete de samba-enredo. se dividindo em três etapas: Primeira fase, semifinais e a grande final com três candidatos. devido ao grande êxito no primeiro ano, fez com que entre para o calendário oficial da Riotur, para o carnaval. mas não aconteceu no ano de 2014.
| Vencedores        | Vencedores              | Vencedores  | Vencedores |
| ----------------- | ----------------------- | ----------- | ---------- |
| Vencedor          | Escola mirim            | Ref.        |            |
| Thatiane Carvalho | Nova Geração do Estácio | [ 5 ] [ 6 ] |            |

### Principais escolas de samba mirins
- Ainda Existem Crianças na Vila Kennedy[7]
- Aprendizes do Salgueiro
- Estrelinha da Mocidade
- Filhos da Águia
- Herdeiros da Vila
- Império do Futuro[7]
- Infantes do Lins
- Inocentes da Caprichosos
- Mangueira do Amanhã
- Miúda da Cabuçu
- Nova Geração do Estácio
- GRCESM Cavalinhos Marinhos da Ilha
- Pimpolhos da Grande Rio
- Golfinhos do Rio de Janeiro
- Tijuquinha do Borel
- Mel do Futuro
- Petizes da Penha
- Corações Unidos do Ciep
- Virando Esperança[nota 1]

## Outras cidades
Também existem escolas de samba mirins em outras cidades, entre as quais pode-se citar:
 Brasil
- Alvorada (Escola de Samba Mirim Algarve do Futuro)
- Arroio Grande (Raízes do Arroio Grande, Império do Sul, Sementes do Amanhã, Unidos da São José, Amigos do Pipoquinha e Aprendizes do Samba)
- Belém do Pará (Frutos do Xequerê).[8]
- Bragança Paulista (Novinhos de Julho, Herdeiros do Dragão e Vila do Amanhã).[9]
- Pelotas (ESM Explosão do futuro)
- São Gonçalo (Construindo Sonhos).[10]
- Teresópolis (GR Escolinha Arte do Samba do Amanhã)[11]
- Uruguaiana (ESM Amigos da Comunidade)

 Argentina
- Paso de los Libres (Carumbecitos, Zumzunitos, e Leoncitos de Tradición).[12]